# Predsjedništvo SFRJ
Predsjedništvo SFRJ je bio kolektivni vrhovni organ rukovođenja u bivšoj Socijalističkoj Federativnoj Republici Jugoslaviji, odnosno kolektivni šef države a od 1980. i kolektivna Vrhovna komanda Oružanih snaga SFRJ (JNA i Teritorijalna obrana). Formirano je 1971. na temelju ustavnih amandmana.
Na temelju odredbi Ustava SFRJ iz 1974. Predsjedništvo SFRJ počinje funkcionirati punim kapacitetom tek poslije smrti predsjednika Josipa Broza Tita 1980. godine. 
Predsjedništvo SFRJ, bilo je sastavljeno od osam predstavnika federalnih jedinica (6 republika i dvije autonomne pokrajine) plus predsjednika Predsjedništva CK SKJ (sve do 1988. godine) koji su se svake godine mijenjali na mjestu predsjednika koji je imao samo proceduralne (npr. sazivanje i vođenje sjednica), a ne i stvarne ovlasti. Mandat člana Predsjedništva trajao je pet godina.
Predsjednici Predsjedništva SFRJ:      
| Republika              | Predsjednik        | Početak mandata   | Kraj mandata      | Napomena               |
| ---------------------- | ------------------ | ----------------- | ----------------- | ---------------------- |
| SR Makedonija          | Lazar Koliševski   | 4. svibnja 1980.  | 15. svibnja 1980. |                        |
| SR Bosna i Hercegovina | Cvijetin Mijatović | 15. svibnja 1980. | 15. svibnja 1981. |                        |
| SR Slovenija           | Sergej Kraigher    | 15. svibnja 1981. | 15. svibnja 1982. |                        |
| SR Srbija              | Petar Stambolić    | 15. svibnja 1982. | 15. svibnja 1983. |                        |
| SR Hrvatska            | Mika Špiljak       | 15. svibnja 1983. | 15. svibnja 1984. |                        |
| SR Crna Gora           | Veselin Đuranović  | 15. svibnja 1984. | 15. svibnja 1985. |                        |
| AP Vojvodina           | Radovan Vlajković  | 15. svibnja 1985. | 15. svibnja 1986. |                        |
| SAP Kosovo             | Sinan Hasani       | 15. svibnja 1986. | 15. svibnja 1987. |                        |
| SR Makedonija          | Lazar Mojsov       | 15. svibnja 1987. | 15. svibnja 1988. |                        |
| SR Bosna i Hercegovina | Raif Dizdarević    | 15. svibnja 1988. | 15. svibnja 1989. |                        |
| SR Slovenija           | Janez Drnovšek     | 15. svibnja 1989. | 15. svibnja 1990. |                        |
| SR Srbija              | Borisav Jović      | 15. svibnja 1990. | 15. svibnja 1991. |                        |
| SR Hrvatska            | Stjepan Mesić      | lipanj 1991.      | listopad 1991.    |                        |
| SR Crna Gora           | Branko Kostić      | 1991.             | 1992.             | "krnje" predsjedništvo |